# 高砂早熟禾
高砂早熟禾（学名：Poa takasagomontana）为禾本科早熟禾属下的一个种。